# Сергиевское сельское поселение (Адыгея)
Се́ргиевское се́льское поселе́ние — муниципальное образование в составе Гиагинского района Республики Адыгеи России.
Административный центр — село Сергиевское.

## География
Сельское поселение расположено в юго-восточной части Гиагинского района. Площадь сельского поселения составляет 150,23 кв. км, из них сельскохозяйственные угодья занимают 126,55 км2 (84,24 %).
Граничит с землями Кужорского сельского поселения на юге, Красноульского сельского поселения на юго-западе, Келермесского сельского поселения на западе, Дондуковского сельского поселения на севере, Игнатьевского сельского поселения на северо-востоке, Блечепсинского сельского поселения на востоке, а также с землями Унарковского сельского поселения Краснодарского края на юго-востоке.
Сельское поселение расположено на наклонной Закубанской равнине, в переходной от равнинной в предгорную зону республики. Рельеф местности представляет собой предгорные волнистые равнины с бугристыми и курганными возвышенностями, с общим уклоном с юго-востока на северо-запад. Долины рек изрезаны балками и понижениями различных глубин. Средние высоты составляют около 190 метров над уровнем моря.
Гидрографическая сеть представлена реками Фарс, Гачучой, Сералью, Закаляйкой, а также малыми ручьями в балках. Имеется также множество водоёмов естественного и искусственного происхождений, самые крупные из которых расположены в долине реки Гачучи.
Климат влажный умеренный с жарким летом и прохладной зимой. Среднегодовая температура воздуха положительная и составляет +11,5°С. Среднемесячная температура воздуха в июле достигает +23,0°С. Среднемесячная температура января составляет 0°С. Среднегодовое количество осадков составляет 730—750 мм. Основная часть осадков выпадает в период с мая по июль.

## История
В начале XX века село Сергиевское с прилегающими хуторами и выселками входило в состав Сергиевской волости. С установлением советской власти Сергиевское с подчинёнными населёнными пунктами были преобразованы в Сергиевский сельский совет.
В 1954 году в ходе административно-территориальных преобразований Адыгеи в состав Сергиевского сельсовета был включён упразднённый Тамбовский сельсовет с входящими в него населёнными пунктами.
В 1993 году Сергиевский сельсовет был реорганизован в Сергиевский сельский округ в составе Гиагинского района.
В 2004 году в ходе муниципальной реформы Сергиевский сельский округ был преобразован в муниципальное образование со статусом сельского поселения.

## Население
| 2002  | 2010  | 2011  | 2012  | 2013  | 2014  | 2015  |
| ----- | ----- | ----- | ----- | ----- | ----- | ----- |
| 3116  | ↘2993 | →2993 | ↘2974 | ↘2947 | ↘2912 | ↘2909 |
| 2016  | 2017  | 2018  | 2019  | 2020  | 2021  | 2023  |
| ↘2895 | ↗2941 | ↗2968 | ↗2971 | ↗2974 | ↘2943 | ↗2965 |
| 2024  |       |       |       |       |       |       |
| ↘2963 |       |       |       |       |       |       |

Плотность 19.72 чел./км2.

### Национальный состав
По данным Всероссийской переписи населения 2010 года:
| Народ   | Численность, чел. | Доля от всего населения, % |
| ------- | ----------------- | -------------------------- |
| русские | 2 756             | 92,08 %                    |
| армяне  | 43                | 1,44 %                     |
| грузины | 27                | 0,90 %                     |
| цыгане  | 27                | 0,90 %                     |
| другие  | 140               | 4,68 %                     |
| всего   | 2 993             | 100,0 %                    |

Половозрастной состав
По данным Всероссийской переписи населения 2010 года:
| Возраст     | Мужчины, чел. | Женщины, чел. | Общая численность, чел. | Доля от всего населения, % |
| ----------- | ------------- | ------------- | ----------------------- | -------------------------- |
| 0 — 14 лет  | 268           | 236           | 504                     | 16,8 %                     |
| 15 — 59 лет | 964           | 931           | 1 895                   | 63,3 %                     |
| от 60 лет   | 204           | 390           | 594                     | 19,9 %                     |
| Всего       | 1 436         | 1 557         | 2 993                   | 100,0 %                    |

Мужчины — 1 436 чел. (48,0 %). Женщины — 1 557 чел. (52,0 %).
Средний возраст населения: 39,3 лет. Медианный возраст населения: 39,2 лет.
Средний возраст мужчин: 36,2 лет. Медианный возраст мужчин: 35,0 лет.
Средний возраст женщин: 42,1 лет. Медианный возраст женщин: 42,5 лет.

## Состав сельского поселения
| №  | Населённый пункт | Тип населённого пункта       | Население | Доля от населения (%) |
| -- | ---------------- | ---------------------------- | --------- | --------------------- |
| 1  | Георгиевское     | село                         | →220      | 7,42 %                |
| 2  | Днепровский      | хутор                        | ↗161      | 5,43 %                |
| 3  | Екатериновский   | хутор                        | ↘116      | 3,91 %                |
| 4  | Карцев           | хутор                        | ↗107      | 3,61 %                |
| 5  | Козополянский    | хутор                        | ↗82       | 2,77 %                |
| 6  | Колхозный        | хутор                        | →53       | 1,79 %                |
| 7  | Красный Пахарь   | хутор                        | ↘23       | 0,78 %                |
| 8  | Курский          | хутор                        | ↘105      | 3,54 %                |
| 9  | Михельсоновский  | хутор                        | ↗34       | 1,15 %                |
| 10 | Сергиевское      | село, административный центр | ↘1458     | 49,21 %               |
| 11 | Тамбовский       | хутор                        | ↗558      | 18,83 %               |
| 12 | Фарсовский       | хутор                        | ↘17       | 0,57 %                |
| 13 | Шишкинский       | хутор                        | ↘29       | 0,98 %                |

## Местное самоуправление
Структуру органов местного самоуправления сельского поселения составляют:
- исполнительно-распорядительный орган — администрация Сергиевского сельского поселения;
  - глава администрации сельского поселения Каленников Владимир Михайлович;
- представительный орган — совет народных депутатов Сергиевского сельского поселения, состоящий из 11 депутатов, избираемых на 5 лет;
  - председатель совета народных депутатов сельского поселения Каленников Владимир Михайлович.

## Инфраструктура
На территории сельского поселения функционируют две общеобразовательные школы, два дошкольных учреждения.
В селе Сергиевском действует участковая больница. В хуторах Тамбовском, Днепровском и в селе Георгиевском работают фельдшерско-акушерские пункты.
В селе Сергиевском и на хуторе Тамбовском имеются межпоселенческие домы культуры.

## Экономика
Основную роль играет сельское хозяйство. На территории сельского поселения расположены сельскохозяйственные предприятия: «Сергиевское», «Георгиевское», «Агроцентр» и «Заречное». Кроме того, расположены пять крестьянско-фермерских хозяйств «Бобриков», «Купин», «Метелин», «Хаджироков» и «Шепилов».
Из предприятий переработки в поселении имеется ООО «Молзавод Тамбовский», производящее сычужные рассольные сыры различных видов. Из ресурсного потенциала на территории сельского поселения добываются гравий, песок и глина, используемые в строительствах.